# Yunho
Dans ce nom coréen, le nom de famille, Jung, précède le nom personnel.
Yunho, de son vrai nom Jung Yunho (coréen : 정윤호, né le 6 février 1986 à Gwangju), connu sous son nom de scène U-Know, est un chanteur et danseur sud-coréen, occasionnellement acteur. Il est le leader du duo TVXQ.

## Biographie
Yunho est né à Gwangju, en Corée du Sud. Il a une petite sœur, Jung Ji-hye. Plusieurs membres de sa famille ont travaillé dans le secteur juridique, et donc, quand il était jeune, celui-ci voulait devenir procureur. À l'âge de 13 ans, il gagne un concours de danse. Cela le fait changer d'avis sur son projet professionnel, il décide alors de rejoindre la SM Entertainment pour devenir chanteur et danseur de K-pop.
Il a déclaré qu'il avait choisi U-Know comme nom de scène, car étant le leader de son groupe, il voulait bien comprendre les autres membres et leur dire « I Know You ». C'est aussi parce que son prénom se prononce de la même façon.

### Carrière musicale
Fin d'année 2001 à l'âge de 15 ans, avant de débuter dans le monde de la musique, il est apparu dans le clip Diamond de la chanteuse Dana en tant que danseur et rappeur.
En 2003, Jung Yunho débute officiellement sa carrière en tant que leader du groupe TVXQ.
En 2009, pour le concert intitulé The 2nd Asia Tour Concert, U-Know interprète la chanson Spokesman qu'il a lui-même composé. En outre, il réalise un featuring sur le single Heartquake avec les Super Junior, pour leur troisième album Sorry, Sorry. Pour la tournée japonaise de son groupe, Tohoshinki 4th Live Tour 2009: The Secret Code, au Tokyo Dome, Yunho chante Checkmate en japonais, dont il a composé les paroles et la musique. Il interprète plus tard la version coréenne de cette chanson, lors du troisième concert des TVXQ, The 3rd Asia Tour Concert - MIROTIC.
En février 2010, il est annoncé que Jung Yunho ne se produira pas pendant un moment en Corée du Sud, du fait de sa participation au concert posthume This Is It consacré au chanteur américain Michael Jackson. Il s'est entraîné à Los Angeles et à Las Vegas avec Geneviève Cleary, Morris Pleasure, et d'autres professionnels qui avaient travaillé en étroite collaboration avec Jackson. Le projet a été un des plus importants entre la Corée du Sud et les États-Unis. Par la suite, les 27 et 28 mars 2010, il participe au « Mémorial de la guerre de Corée » à Séoul.
Le 3 avril 2010, Avex annonce l'interruption des activités japonaises de TVXQ, et qu'il mettrait l'accent sur les activités en solo de chaque membre, à la suite du départ de Jaejoong, Xia Junsu et Yoochun.
D'août à septembre 2010, Yunho et Changmin voyagent à Séoul, Los Angeles et Shanghai, pour la tournée mondiale de tous les chanteurs de la SM Entertainment, intitulée SMTown Live'10 World Tour. Le duo, continuant sa carrière toujours sous le nom de TVXQ, y effectue une épreuve spéciale avec un medley de leurs précédents singles et une nouvelle chanson, Maximum. Par la suite, Jung Yunho interprète lors de cette tournée un extrait de leur single Keep Your Head Down en solo, et Changmin la chanson inédite Big Time.
Le 23 novembre 2010, SM Entertainment annonce officiellement la continuation du boys band TVXQ en duo, composé de Yunho et Changmin.
Pour le 5e album coréen de TVXQ, Yunho interprète son single en solo intitulé Honey Funny Bunny, il l'a chante également en japonais lors de la cinquième tournée japonaise de TVXQ, Tohoshinki Live Tour 2012 ~ TONE.

### Carrière d'acteur
En 2009, il commence une carrière d'acteur dans le drama No Limit aux côtés de Go Ara, dans lequel il interprète Cha Bong Gun, jeune footballeur qui espère une jour être un joueur emblématique. La série a été diffusée sur MBC,.
En 2010, il interprète le prince Lee Shin dans la comédie musicale Goong.
En 2011, il joue dans les trois premières saisons de la série télévisée Poseidon aux côtés d'Eric Mun. En raison de problèmes d'emplois du temps, il quitte la série, et à la suite de son départ la distribution fut changée, c'est Choi Si-won qui prit sa place.
En 2013, Jung Yunho intègre la nouvelle série d'SBS, Queen of Ambition, en interprétant le second rôle, Baek Do Hoon.
En 2015, Jung Yunho a joué le premier rôle masculin dans le drama I Order You, sur SBS Plus, où il joue Yeo Gook-Dae.
En 2017, Jung Yunho intègre le drama Melo Holic au côté de l'actrice Kyung Soo Jin (qui a joué récemment dans Weightlifting Fairy Kim Bok Joo).

## Vie personnelle
Il pratique les arts martiaux, dont le Hapkido. Il est avant tout un très bon danseur, grâce à ses nombreuses expériences acquises durant sa formation au sein de la SM dans son adolescence. Au collège, Yunho a participé à de nombreux concerts avec son groupe de danseurs qu'il avait créé.
Yunho parle couramment japonais et est diplômé de l'université Myongji (Séoul).

## Comédie(s) musicale(s)
- 2010 : Goong ; Prince Lee Shin

## Filmographie

### Cinéma
- 2014 : Ode to My Father : Nam Jin (en)

### Show TV
- 2005 - 2006 : Banjun Theater
- 2006 : Vacation
- 2011 : I Live in Cheongdam-dong
- 2011 : Welcome to the Show
- 2013 : Saki (Japon)

### Séries télévisées
- 2006 : Rainbow Romance ; Apparition (épisodes 62 et 64)
- 2009 : No Limit ; Cha Bong Gun
- 2010 : Haru: An Unforgettable Day in Korea ; Apparition
- 2011 : Poseidon ; Kang Eun Chul
- 2013 : Queen of Ambition ; Baek Do Hoon
- 2015 : Je t'ordonne
- 2017: Meloholic ; Yoo Eun Ho